# Белведере Ланге
Белведѐре Ла̀нге (на италиански: Belvedere Langhe; на пиемонтски: Bërvèj, Бървей) е село и община в Северна Италия, провинция Кунео, регион Пиемонт. Разположено е на 639 m надморска височина. Населението на общината е 388 души (към 2010 г.).